# Monastère des Saints-Apôtres (Arles)
Pour les articles homonymes, voir Monastère des Saints-Apôtres.
Le monastère des Saints-Apôtres aujourd'hui disparu, fut fondé à Arles en 547[réf. à confirmer] par l'archevêque d'Arles, Aurélien, sur l'ordre du roi Childebert Ier.

## Histoire

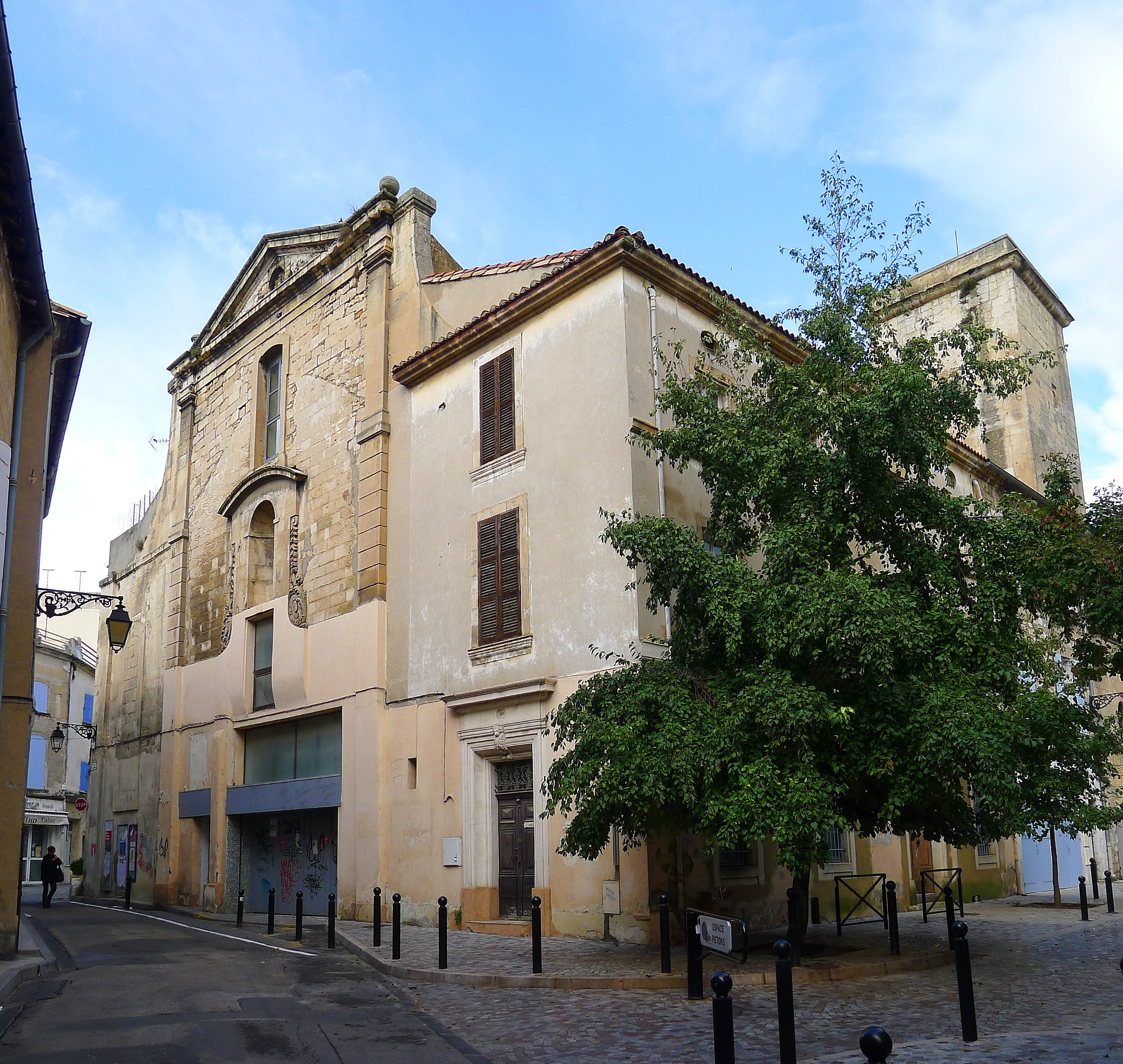
Vestiges de l'église Sainte-Croix en 2011.

Ce monastère intra-muros est à l’origine de l’église Sainte-Croix dans le Bourg-Vieux, quartier appelé aujourd'hui la Roquette. Florentinus († 553) en fut son premier abbé. L'inscription funéraire de cet abbé, copiée par Peiresc, date du début du VIIe siècle au moment où le troisième abbé, Constantinus, a recueilli les ossements du saint et les a replacés dans un sarcophage de réemploi. Il s'agit de la plus longue des inscriptions funéraires chrétiennes retrouvées à ce jour à Arles. 
Bien que la topographie de ce monastère et son environnement ne soient pas restitués, les archéologues ont retrouvé un cellier, une cave, un grenier, une poterie et un oratoire. 
Après le VIIe siècle, on n'entend plus parler de ce monastère.